# Kordovān-e Soflá
Kordovān-e Soflá (persiska: كردوان سفلى, كوردِوانِ اَشام سِيِّدی, كُردَوان, كَردُوَن, كُردَوانِ پائين, كِردِوانِ پائين, كُردُوانِ پائين) är en ort i Iran.   Den ligger i provinsen Bushehr, i den södra delen av landet, 800 km söder om huvudstaden Teheran. Kordovān-e Soflá ligger 17 meter över havet och antalet invånare är 565.
Terrängen runt Kordovān-e Soflá är platt åt sydost, men åt nordväst är den kuperad. Runt Kordovān-e Soflá är det glesbefolkat, med 17 invånare per kvadratkilometer. Närmaste större samhälle är Bord Khūn-e Now, 13,6 km sydost om Kordovān-e Soflá. Trakten runt Kordovān-e Soflá är ofruktbar med lite eller ingen växtlighet.